# Årets Kvindelige Fodboldspiller
Årets Kvindelige Fodboldspiller kåres i to forskellige sammenhænge, den ene gang er det Spillerforeningen og Hessel HiRE der står for uddelingen af prisen som Årets Kvindelige Fodboldspiller, og her er foretages kåringen af spillerne i 3F Ligaen. Prisen overrækkes ved årets sportsgalla, der vises i TV. Den anden pris uddeles af DBU ved Dansk Fodbold Award.

## Årets kvindelige fodboldspiller, kåret af Spillerforeningen
| År   | Spiller                   | Klub              | Nominerede                                                                                        |
| ---- | ------------------------- | ----------------- | ------------------------------------------------------------------------------------------------- |
| 2000 | Gitte Krogh               | Odense BK         |                                                                                                   |
| 2001 | Christina Bonde           | Fortuna Hjørring  |                                                                                                   |
| 2002 | Heidi Johansen            | Odense BK         |                                                                                                   |
| 2003 | Anne Dot Eggers Nielsen   | IK Skovbakken     |                                                                                                   |
| 2004 | Cathrine Paaske Sørensen  | Brøndby IF        |                                                                                                   |
| 2005 | Merete Pedersen           | ASD Torres Calcio | Johanna M. Rasmussen (Fortuna Hjørring) Cathrine Paaske Sørensen (Brøndby IF)                     |
| 2006 | Cathrine Paaske Sørensen  | Brøndby IF        |                                                                                                   |
| 2007 | Katrine S. Pedersen       | Asker FK          |                                                                                                   |
| 2008 | Mariann Gajhede Knudsen   | Fortuna Hjørring  | Johanna Rasmussen, Umeå Cathrine Paaske Sørensen, Brøndby Camilla Sand Andersen, Fortuna Hjørring |
| 2009 | Mia Brogaard              | Brøndby IF        | Line Røddik, Brøndby IF Maiken With Pape, Stabæk Camilla Sand Andersen, Fortuna Hjørring          |
| 2010 | Line Røddik Hansen        | Tyresö FF         |                                                                                                   |
| 2011 | Sanne Troelsgaard         | Skovbakken        |                                                                                                   |
| 2012 | Pernille Harder           | Linköpings FC     |                                                                                                   |
| 2013 | Katrine S. Pedersen       | Stabæk Fotball    |                                                                                                   |
| 2014 | Simone Boye Sørensen      | Brøndby IF        |                                                                                                   |
| 2015 | Pernille Harder           | Linköpings FC     |                                                                                                   |
| 2016 | Pernille Harder           | Linköpings FC     |                                                                                                   |
| 2017 | Pernille Harder           | Wolfsburg         | Stine Larsen (Brøndby IF) Simone Boye Sørensen (FC Rosengård)                                     |
| 2018 | Pernille Harder           |                   |                                                                                                   |
| 2019 | Pernille Harder           |                   |                                                                                                   |
| 2020 | Pernille Harder           |                   |                                                                                                   |
| 2021 | Signe Bruun               | Lyon              |                                                                                                   |
| 2022 | Stine Ballisager Pedersen | Vålerenga         |                                                                                                   |
| 2023 | Amalie Vangsgaard         | PSG               |                                                                                                   |
| 2024 | Pernille Harder           | Bayern München    |                                                                                                   |

Kilde: 
Kilde: 

## Årets kvindelige fodboldspiller, kåret af DBU
| År   | Spiller                   | Klub               |
| ---- | ------------------------- | ------------------ |
| 2023 | Amalie Vangsgaard         | PSG                |
| 2022 | Stine Ballisager Pedersen | Vålerenga          |
| 2021 | Signe Bruun               | Olympique Lyonnais |
| 2020 | Pernille Harder           | Chelsea FC         |
| 2019 | Sanne Troelsgaard         | FC Rosengård       |
| 2018 | Pernille Harder           | VfL Wolfsburg      |
| 2017 | Nadia Nadim               | Manchester City    |
| 2016 | Nadia Nadim               | Portland Thorns    |
| 2015 | Pernille Harder           | Linköping FC       |
| 2014 | Mariann Gajhede Knudsen   | Linköping FC       |
| 2013 | Katrine S. Pedersen       | Stabæk             |
| 2012 | Theresa Nielsen           | Brøndby IF         |
| 2011 | Katrine S. Pedersen       | Stabæk             |
| 2010 | Line Røddik Hansen        | Tyresö FF          |
| 2009 | Maiken Pape               | Stabæk             |
| 2008 | Mariann Gajhede Knudsen   | Fortuna Hjørring   |
| 2007 | Cathrine Paaske Sørensen  | Brøndby IF         |
| 2006 | Cathrine Paaske Sørensen  | Brøndby IF         |

Kilde: 

## Årets kvindelige talent
DBU kårer hvert år "Årets Kvindelige Talent" ved Dansk Fodbold Award.
| År   | Spiller                   | Klub             |
| ---- | ------------------------- | ---------------- |
| 2023 | Kathrine Kühl             | Arsenal          |
| 2022 | Sofie Bredgaard           | FC Rosengård     |
| 2021 | Kathrine Kühl             | FC Nordsjælland  |
| 2020 | Lene Christensen          | Kolding Q        |
| 2019 | Emma Snerle               | Fortuna Hjørring |
| 2018 | Karen Holmgaard           | Fortuna Hjørring |
| 2017 | Signe Bruun               | Fortuna Hjørring |
| 2016 | Nicoline Sørensen         | Brøndby IF       |
| 2015 | Stine Larsen              | Brøndby IF       |
| 2014 | Frederikke Thøgersen      | Fortuna Hjørring |
| 2013 | Stine Ballisager Pedersen | IK Skovbakken    |
| 2012 | Luna Gewitz               | Montpellier HSC  |
| 2011 | Julie Trustrup Jensen     | Brøndby IF       |
| 2010 | Pernille Harder           | IK Skovbakken    |
| 2009 | Line S. Jensen            | Fortuna Hjørring |
| 2008 | Mia Kjærsgaard-Andersen   | IK Skovbakken    |
| 2007 | Katrine Veje              | OB               |
| 2006 | Nanna Christiansen        | BK Skjold        |

Kilde: 